# Tomasz Konstanty Morawski
Tomasz Konstanty Morawski herbu Dąbrówka (ur. 21 grudnia 1889 w Smardzewie, zm. 7 lutego 1933 w Szczecinie) – rosyjski i polski prawnik, dyplomata i urzędnik konsularny.

## Życiorys
Syn Józefa i Wiktorii. Absolwent Cesarskiej Szkoły Prawniczej (Императорское училище правоведения) w Petersburgu (1911). Przez szereg lat był zatrudniony w organach zarządzania państwem rosyjskim, m.in. w charakterze urzędnika w Kancelarii Cesarskiej (Императорская канцелярия) (1911–1917) oraz w służbie zagranicznej – w charakterze attaché handlowego w poselstwie Rosji w Christianii (1917–1918). Po powrocie do Polski był delegatem Ministerstwa Skarbu RP na konferencję pokojową w Paryżu (1919). Równolegle wstąpił do polskiej służby zagranicznej w której pełnił funkcje m.in. I sekretarza poselstwa RP w Sztokholmie (1919–1920) i Berlinie (1920–1921), pracownika MSZ (1921), I sekretarza/kierownika poselstwa w Moskwie (1921–1923), urzędnika departamentu konsularnego MSZ (1923), I sekr. poselstwa w Berlinie (1923–1924), prac. MSZ (1924–1926), radcy poselstwa w Berlinie (1926–1927), prac. MSZ (1927–1929), konsula generalnego w Wiedniu (1929–1932) i w Królewcu (1932–1933).